# 新外交イニシアティブ
新外交イニシアティブ（しんがいこうイニシアティブ、New Diplomacy Initiative・ND）は、日本のシンクタンク。

## 概要
2013年、日米・東アジア各国において情報の収集・発信、各国政府への政策提言のサポート等を通じて、議員外交、知識人外交、民間経済外交、市民社会外交といった新しい外交を推進することを目的として設立された。
代表は猿田佐世（弁護士）。理事には鳥越俊太郎（ジャーナリスト）、藤原帰一（東京大学教授）、マイク・モチヅキ（Mike M. Mochizuki、ジョージ・ワシントン大学教授）、山口二郎（北海道大学名誉教授）、柳澤協二（元内閣官房副長官補（安全保障担当）、元防衛省防衛研究所所長、元防衛庁官房長）らが名を連ねる（2013年9月30日現在）。